# Anisodes rotundata
Anisodes rotundata là một loài bướm đêm trong họ Geometridae.